# Benjamin Boos
Benjamin Boos (Singen, 7 agosto 2003) è un pistard e ciclista su strada tedesco che corre per il team REMBE - rad-net.

## Palmarès

### Pista
- 2020

Campionati europei, Inseguimento individuale Junior
- 2021

Campionati del mondo, Inseguimento a squadre Junior (con Luis-Joe Lührs, Ben Felix Jochum e Jasper Schröder)
- 2022

GP Duratec, Velocità
- 2024

Darmstadt, Corsa a eliminazione
Singen, Scratch
Singen, Corsa a eliminazione
Dudenhofen, Corsa a eliminazione
Campionati tedeschi, Corsa a eliminazione

### Strada
- 2024 (Rad-Net Oßwald)

T.E.C. Kriterium Erfurt

## Piazzamenti

### Competizioni mondiali
- Campionati del mondo su pista

Il Cairo 2021 - Inseguimento a squadre Junior: vincitore
Il Cairo 2021 - Omnium Junior: 7º
Il Cairo 2021 - Americana Junior: 9º
Glasgow 2023 - Inseguimento a squadre: 7º
Ballerup 2024 - Inseguimento a squadre: 3º
Ballerup 2024 - Corsa a eliminazione: 19º

### Competizioni europee
- Campionati europei su pista

Fiorenzuola d'Arda 2020 - Inseguimento a squadre Junior: 2º
Fiorenzuola d'Arda 2020 - Inseguimento individuale Junior: vincitore
Fiorenzuola d'Arda 2020 - Americana Junior: 3º
Apeldoorn 2021 - Inseguimento a squadre Junior: 6º
Apeldoorn 2021 - Inseguimento individuale Junior: 2º
Apeldoorn 2021 - Omnium Junior: 4º
Anadia 2022 - Inseguimento a squadre Under-23: 5º
Anadia 2022 - Corsa a punti Under-23: 18º
Grenchen 2023 - Inseguimento a squadre: 6º
Anadia 2023 - Inseguimento a squadre Under-23: 4º
Anadia 2023 - Americana Under-23: 3º
Apeldoorn 2024 - Scratch: 12º
Cottbus 2024 - Inseguimento a squadre Under-23: 3º
Cottbus 2024 - Omnium Under-23: 5º